# Dichochrysa tacta
Dichochrysa tacta is een insect uit de familie van de gaasvliegen (Chrysopidae), die tot de orde netvleugeligen (Neuroptera) behoort. 
Dichochrysa tacta is voor het eerst wetenschappelijk beschreven door Navás in 1921.